# Ried (Monheim)
Ried is een plaats in de Duitse gemeente Monheim, deelstaat Beieren, en telt 29 inwoners (2006).